# White Bread Black Beer
White Bread Black Beer è il quinto album in studio del gruppo pop britannico Scritti Politti, pubblicato nel Regno Unito il 28 maggio 2006 dalla Rough Trade Records e negli Stati Uniti il 25 luglio 2006 dalla Nonesuch Records .White Bread Black Beer ha segnato un ritorno a uno stile più minimalista.

## Tracce
Tutti i brani scritti e composti da Green Gartside.
1. "The Boom Boom Bap" – 4:18
2. "No Fine Lines" - 1:43
3. "Snow in Sun" – 3:36
4. "Cooking" – 2:44
5. "Throw" - 3:20
6. "Dott. Abernathy" – 6:33
7. "After Six" - 2:13
8. "Petrococadollar" – 3:24
9. "E Eleventh Nuts" - 2:53
10. "Window Wide Open" – 3:12
11. "Road to No Regret" – 3:28
12. "Locked" – 4:17
13. "Mrs. Hughes" – 6:01
14. "Robin Hood" – 3:10